# Ньюкомб (Нью-Мексико)
Ньюкомб (англ. Newcomb) — переписна місцевість (CDP) в США, в окрузі Сан-Хуан штату Нью-Мексико. Населення — 494 особи (2020).

## Географія
Ньюкомб розташований за координатами 36°17′0″ пн. ш. 108°42′29″ зх. д. / 36.28333° пн. ш. 108.70806° зх. д. (36.283424, -108.708181).  За даними Бюро перепису населення США в 2010 році переписна місцевість мала площу 15,60 км², уся площа — суходіл.

## Демографія
Згідно з переписом 2010 року, у переписній місцевості мешкало 339 осіб у 123 домогосподарствах у складі 78 родин. Густота населення становила 22 особи/км².  Було 148 помешкань (9/км²).
Расовий склад населення:
| - 87,0 % — корінних американців - 6,2 % — білих - 2,1 % — чорних або афроамериканців - 1,8 % — азіатів - 1,5 % — осіб інших рас |

До двох чи більше рас належало 1,5 %. Частка іспаномовних становила 4,1 % від усіх жителів.
За віковим діапазоном населення розподілялося таким чином: 22,4 % — особи молодші 18 років, 60,8 % — особи у віці 18—64 років, 16,8 % — особи у віці 65 років та старші. Медіана віку мешканця становила 39,4 року. На 100 осіб жіночої статі у переписній місцевості припадало 104,2 чоловіків;  на 100 жінок у віці від 18 років та старших — 99,2 чоловіків також старших 18 років.
Середній дохід на одне домашнє господарство  становив 49 975 доларів США (медіана — 33 750), а середній дохід на одну сім'ю — 65 698 доларів (медіана — 54 167). За межею бідності перебувало 22,6 % осіб, у тому числі 12,3 % дітей у віці до 18 років та 12,9 % осіб у віці 65 років та старших.
Цивільне працевлаштоване населення становило 94 особи. Основні галузі зайнятості: освіта, охорона здоров'я та соціальна допомога — 59,6 %, будівництво — 10,6 %, сільське господарство, лісництво, риболовля — 6,4 %, роздрібна торгівля — 5,3 %.